# Sisyrinchium hintoniorum
Sisyrinchium hintoniorum là một loài thực vật có hoa trong họ Diên vĩ. Loài này được G.L.Nesom miêu tả khoa học đầu tiên năm 1994.